# Chiesa di Santa Maria della Croce (Casarano)
La chiesa di Santa Maria della Croce è un edificio di culto di Casarano, in Puglia. Esempio di architettura paleocristiana, conserva mosaici del V secolo nella zona presbiteriale e affreschi di epoca bizantina. La chiesa è intitolata a Santa Maria della Croce, la cui ricorrenza cade la terza domenica di ottobre.

## Storia
Il primo nucleo costruttivo, a croce latina, è fatto risalire al 450 d.C., due decenni dopo il Concilio di Efeso (431), nel quale si proclamò il dogma della divina maternità.
La datazione della parte più antica della chiesa è stata oggetto di dibattimento, in quanto se dapprima è prevalsa l'ipotesi che la costruzione dell'edificio risalisse al V secolo, studi più recenti tendono a spostare la datazione al VI secolo.
Nel corso dei secoli l'edificio subì diverse modifiche ed aggiustamenti. Al XIII secolo risalgono gli affreschi della volta e della navata centrale; nel XIV secolo furono aggiunte le navate laterali più basse. I diversi cicli di affreschi che si sono succeduti nel tempo venivano sovrapposti gli uni agli altri ed oggi sono resi visibili grazie ai restauri che hanno permesso la ricollocazione di alcuni affreschi sulle pareti laterali.
La sua funzione iniziale probabilmente poteva essere quella di chiesa battesimale o di contenere una sacra reliquia (come potrebbe essere un frammento di croce, dal quale ne deriva l'intitolazione e la presenza della croce nella cupola). Nel XVII secolo assunse il titolo di Santa Maria de Idri, ospitando due altari, di cui attualmente non vi sono tracce.

## Descrizione

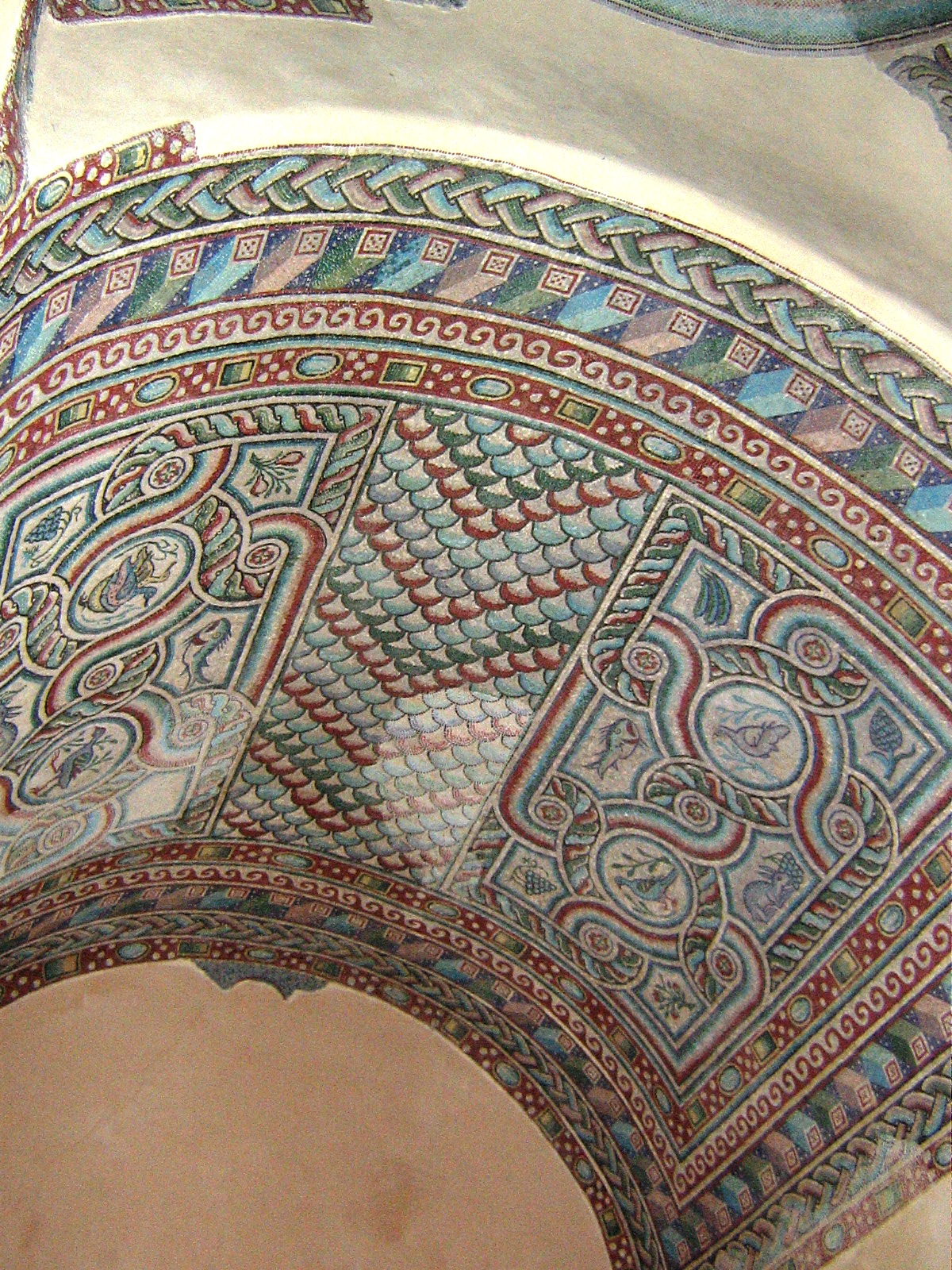
Mosaico

Presenta un semplice prospetto a capanna con un modesto rosone centrale sormontato e scolpito da un ampio arco di scarico, e, in basso, un semplice portale rettangolare sul quale si apre una lunetta. Sulle due estremità laterali vi sono poste delle piccole statue di Santa Lucia e Santa Caterina.
All'interno, la chiesa è suddivisa su tre navate divise da pilastri che si raccordano in ampie arcate.
L'interno custodisce pregevoli dipinti e mosaici. Alla prima fase di vita della chiesa risale il mosaico a tessere policrome situato nella volta dell'edificio con un motivo a coda di pavone. Inoltre vi è la raffigurazione del Paradiso celeste e del Paradiso terrestre.
Del mosaico pavimentale, formato da tre file concentriche di cerchi (una scura, una rossa e un'altra scura) affiancati gli uni agli altri e di poco intersecanti, rimane solo un piccolo lembo posizionato su un muro perimetrale.
Nel 1717 è stata fatta apporre dal vescovo Antonio Sanfelice una lapide commemorativa per ricordare che in questa chiesa, secondo la tradizione, venne battezzato nel 1354 Pietro Tomacelli, che divenne Papa Bonifacio IX. Tale epigrafe sostituisce una preesistente da oltre trecento anni, in quanto quest'ultima era frantumata.
All'interno della chiesa si conserva una statua di cartapesta raffigurante la Madonna della Croce, opera del maestro Giuseppe Manzo, recentemente restaurata.

## Gli affreschi

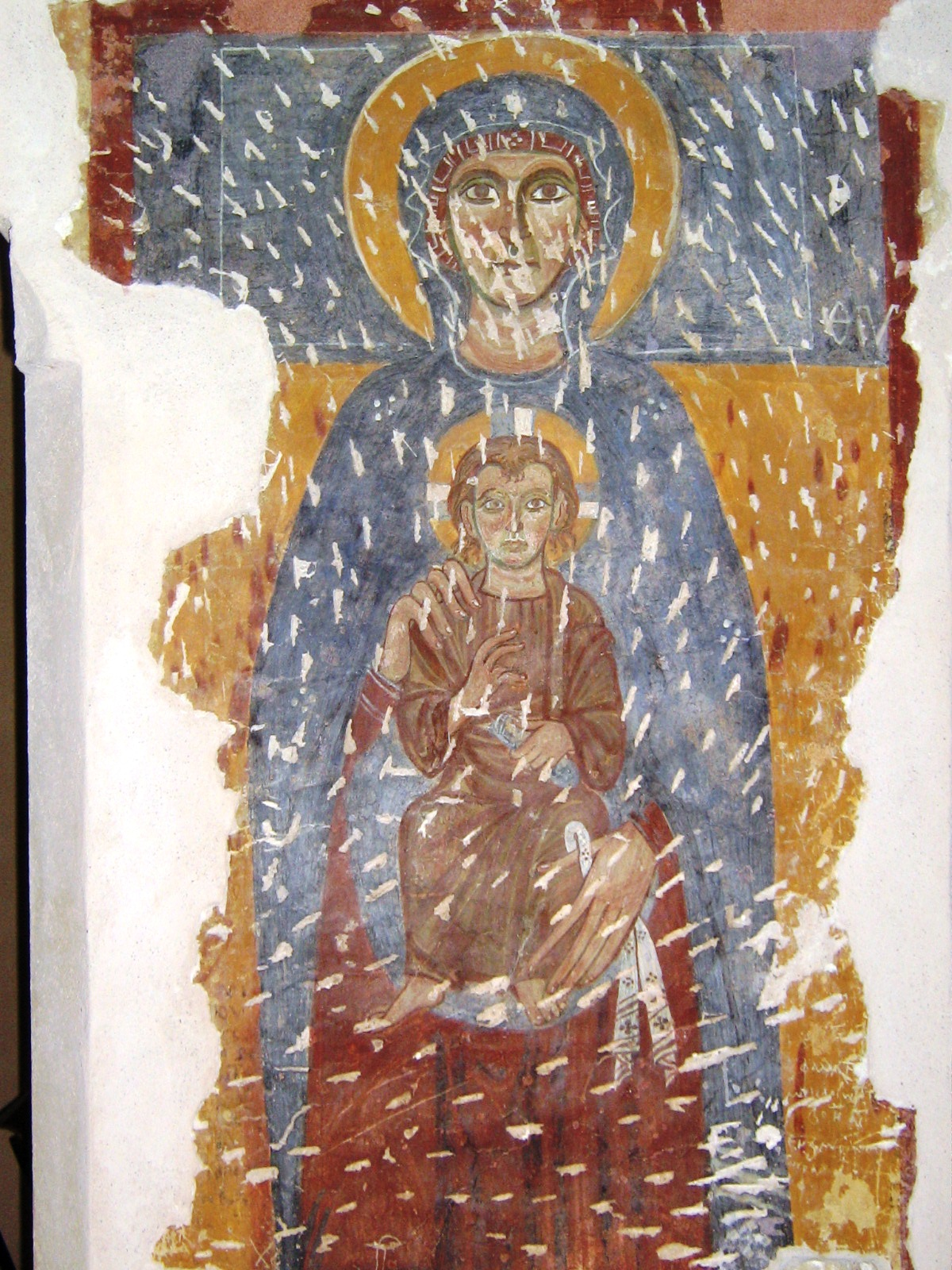
Affresco della Madonna col Bambino

I numerosi affreschi si suddividono in diverse epoche. Per quanto riguarda la prima, si tratta del X - XI secolo (età medio-bizantina) si menzionano quelli dei pilastri raffiguranti la Vergine con Bambino, Santa Barbara, Santa Parasceve, San Michele e il dittico nel presbiterio, identificato con i santi Nicola e una figura di cavaliere. Ai secoli successivi risalgono la Deesis con il Cristo Pantocratore e scene della cristologiche, delle quali sopravvivono solo le ultime quattro scene. Già in questo periodo la chiesa era dedicata alla Madonna, testimoniato dalla presenza di un'iscrizione di quel periodo. 
Nella volta a botte della navata centrale sono presenti affreschi gotici del XIII secolo raffiguranti scene della vita di santa Caterina d'Alessandria e di santa Margherita d'Antiochia, che testimoniano gli afflussi giunti dal nord europeo.
Tra la fine del XIV e inizi XV secolo si realizzarono dei nuovi affreschi su quelli precedenti, come testimonia l'affresco riguardante Papa Urbano V che venne realizzato su quello di santa Barbara ed ora è pensile e conservato sulla navata destra, o come l'affresco oggi pensile della Madonna con Bambino, un tempo posta sull'altare maggiore. 
Infine, l'ultimo periodo di affresco riguarda la fase post medievale, con gli affreschi di san Bernardino da Siena, sant'Eligio e sant'Antonio Abate, oggi conservati pensili sulla navata destra. Vi è anche un affresco di fattura popolare riguardante la Madonna col Bambino, dipinto nel 1643 e conservato sulla navata sinistra.

## Riconoscimenti
Il 25 novembre 2016 viene emesso un francobollo ordinario appartenente alla serie tematica Il patrimonio artistico e culturale italiano, dedicato alla chiesa, a cura del Ministero dello Sviluppo Economico.

## Galleria d'immagini

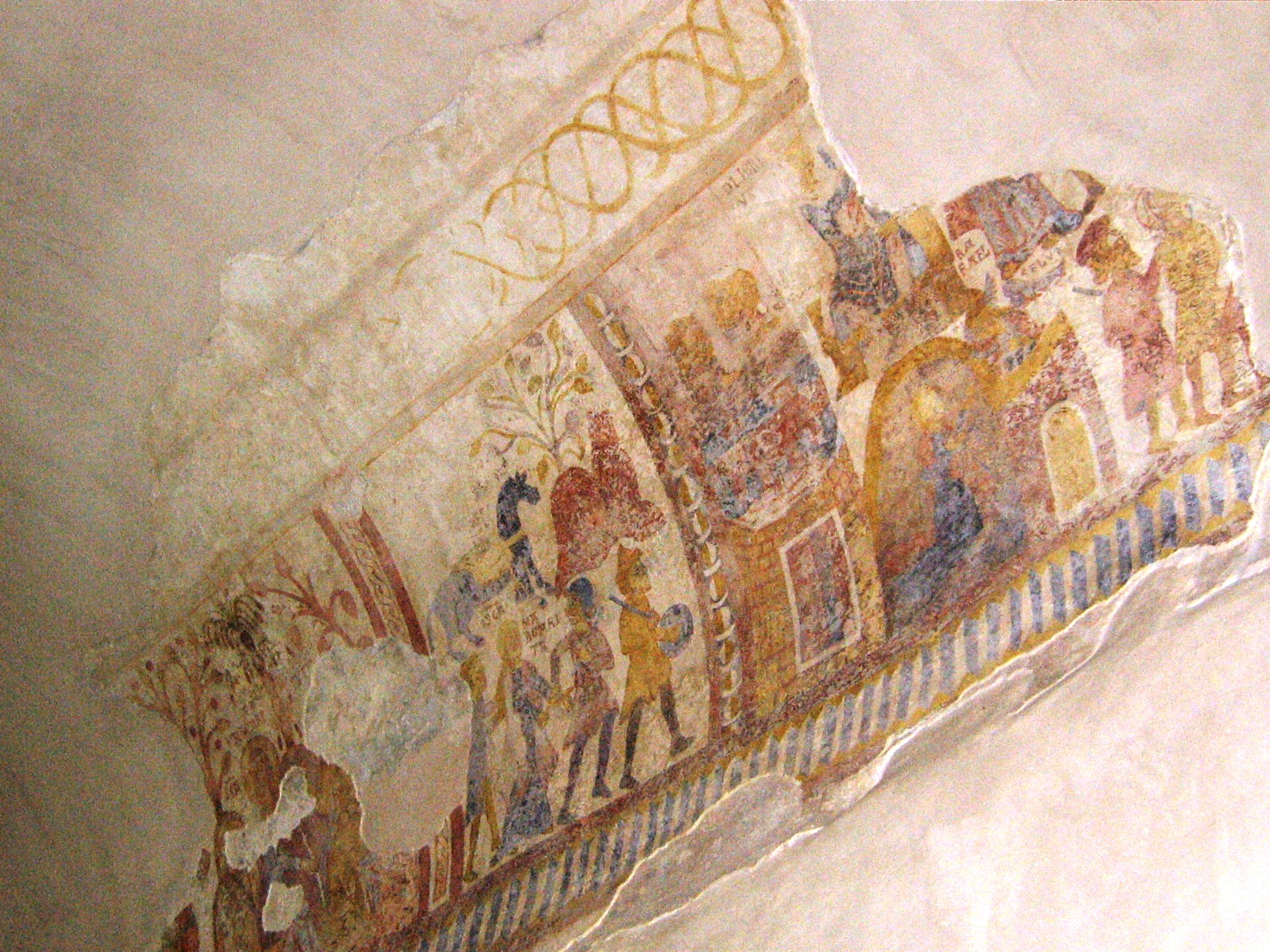
Affresco
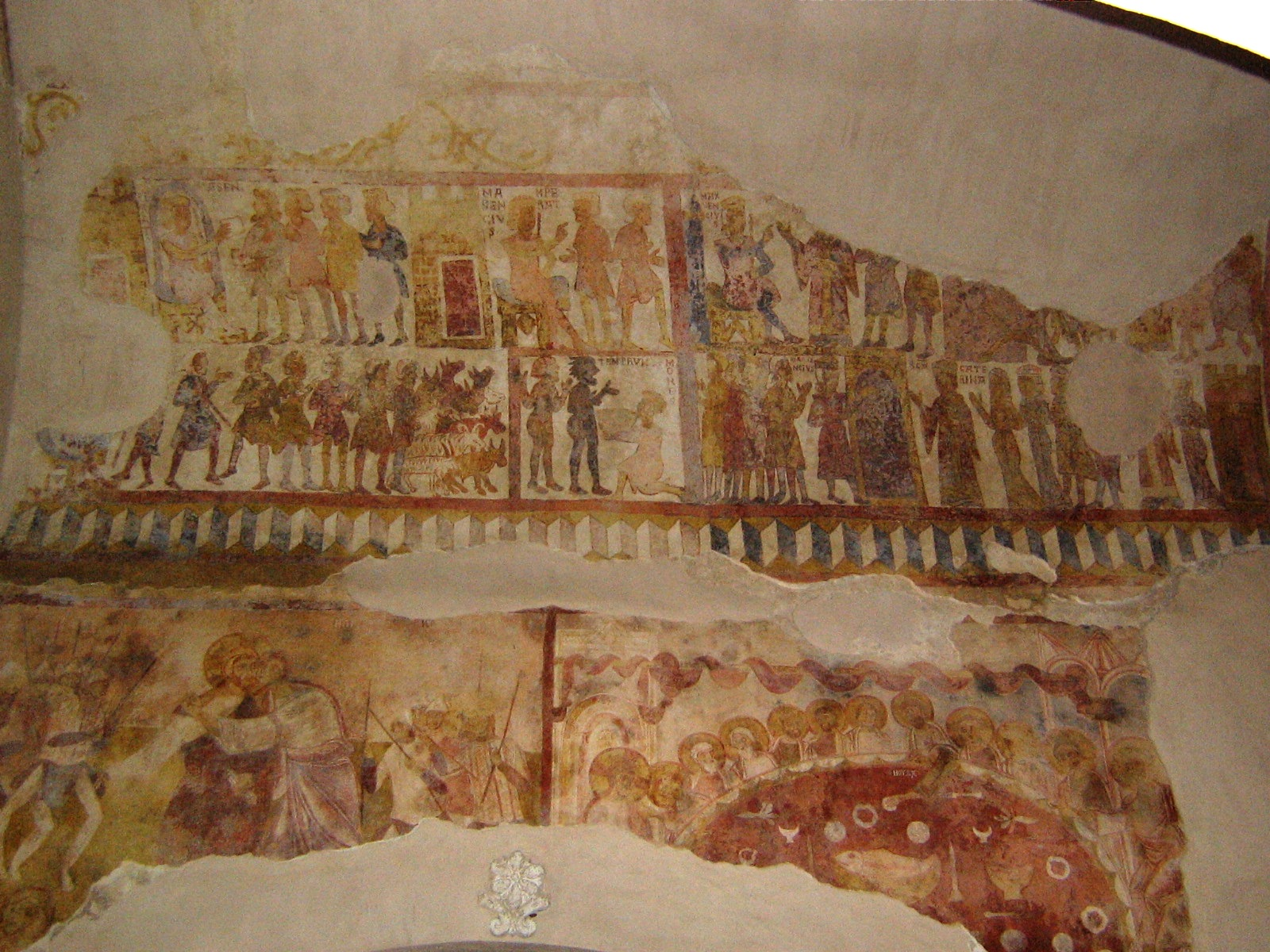
Affresco
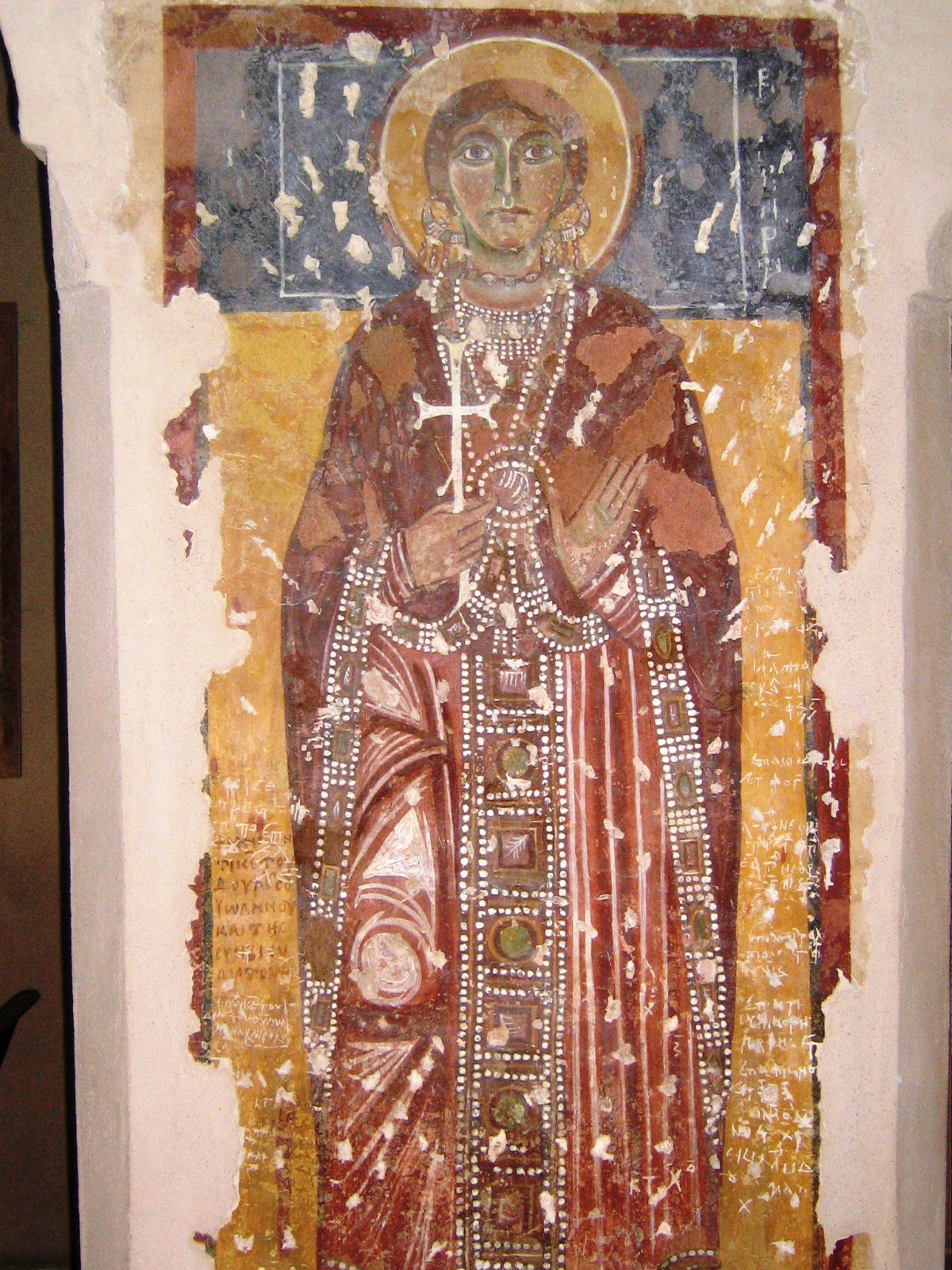
Affresco di Santa Barbara
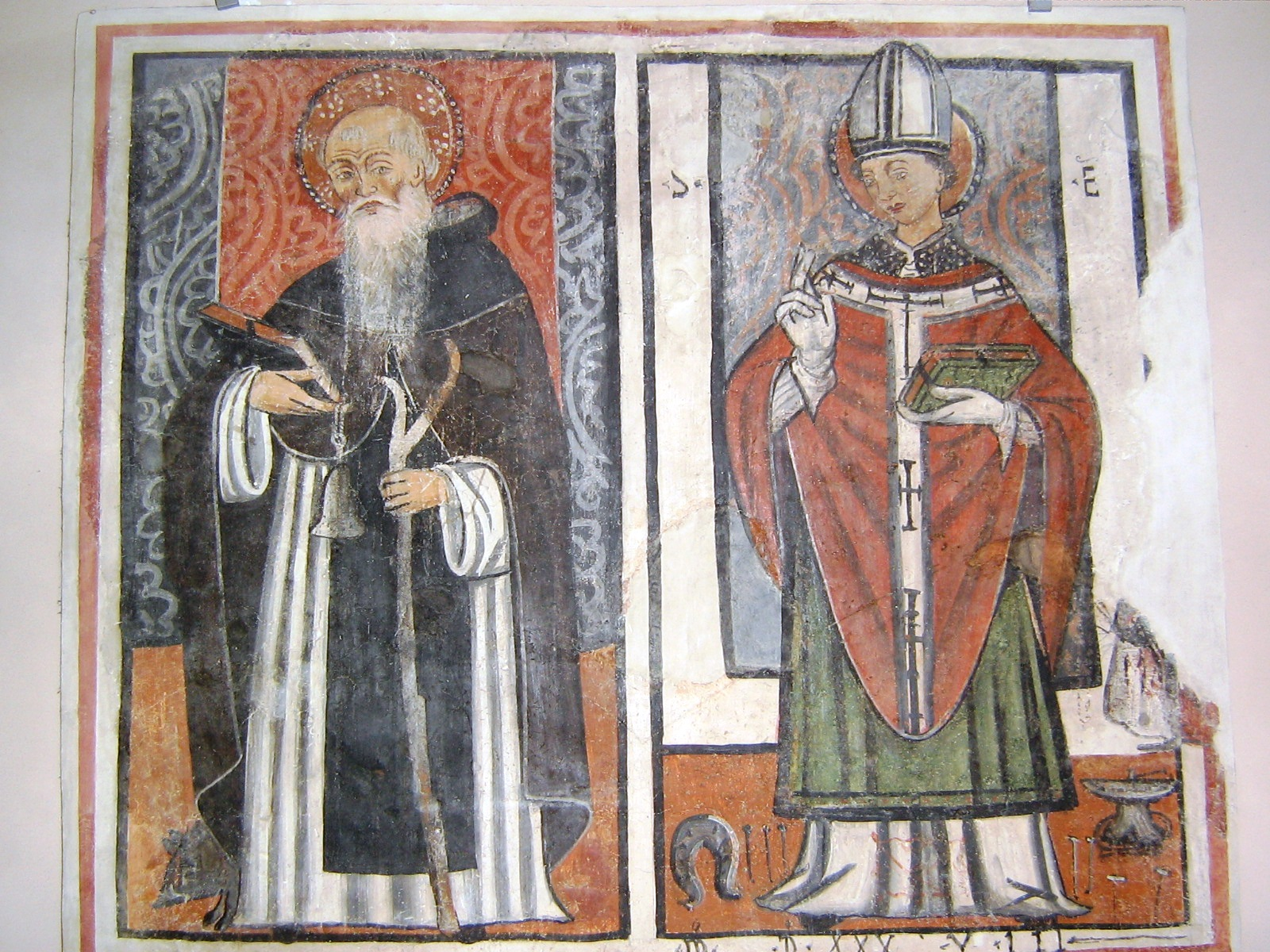
Affresco di sant'Antonio Abate e sant'Eligio
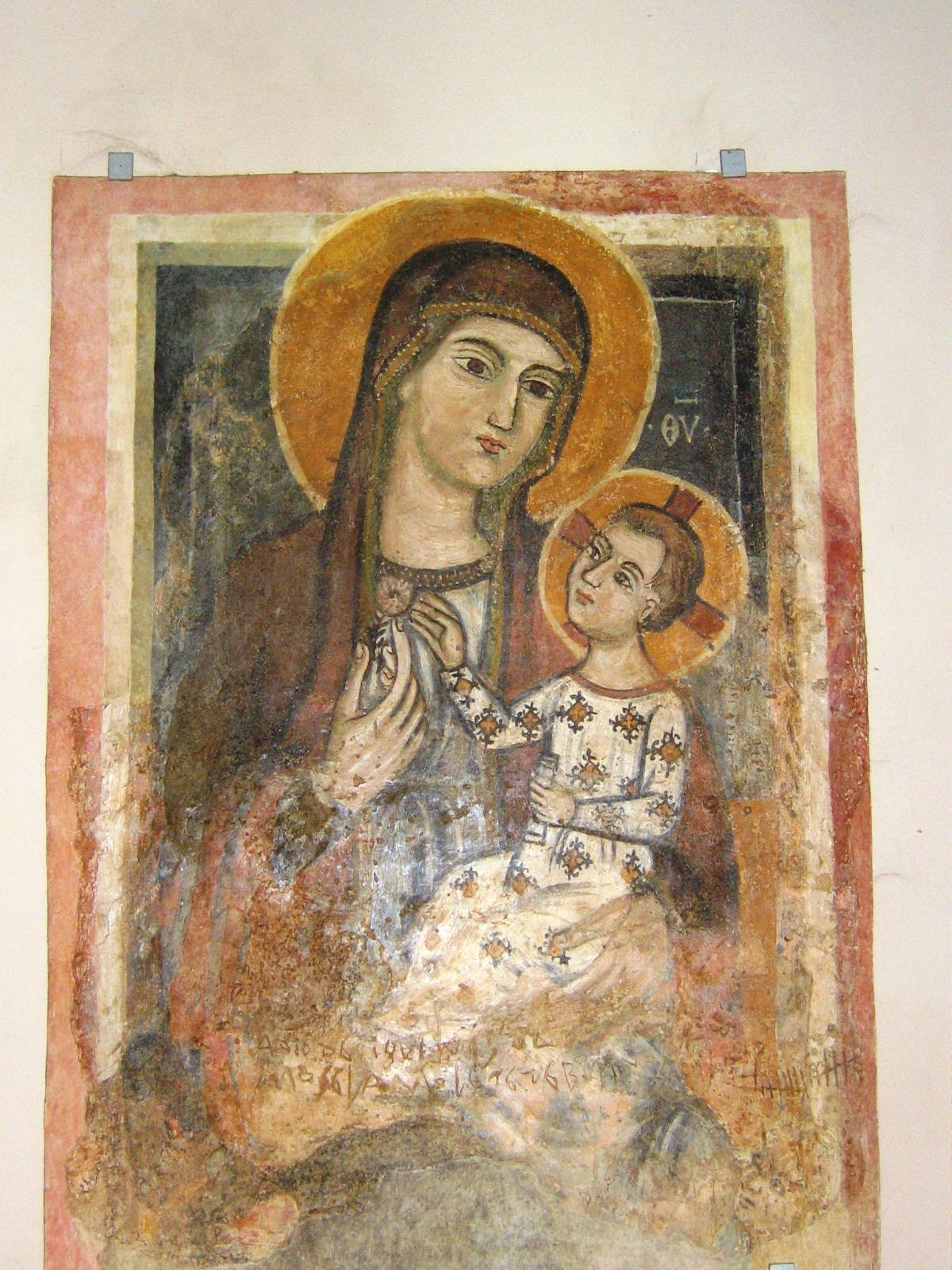
Affresco
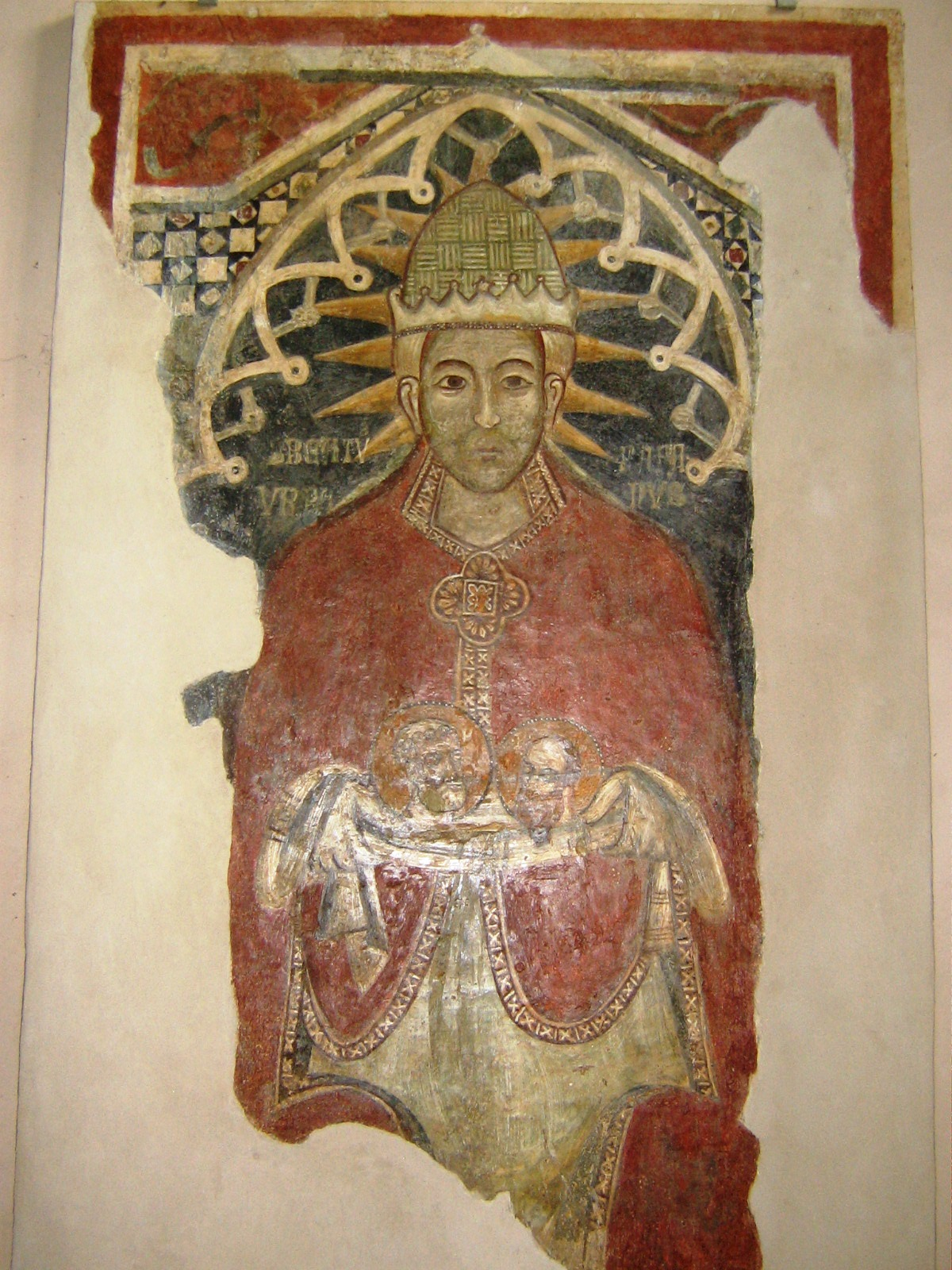
Affresco di Papa Urbano V
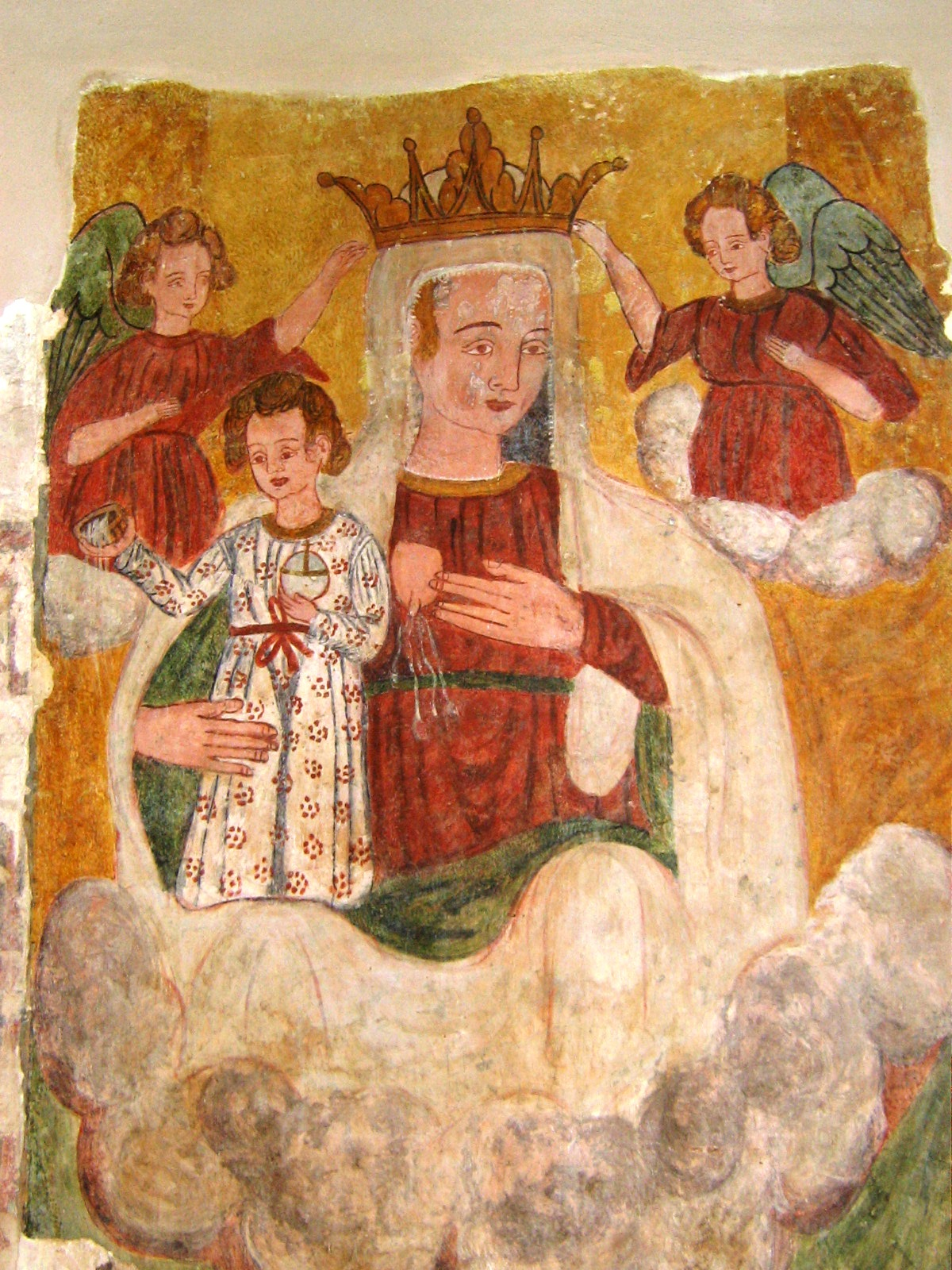
Affresco settecentesco
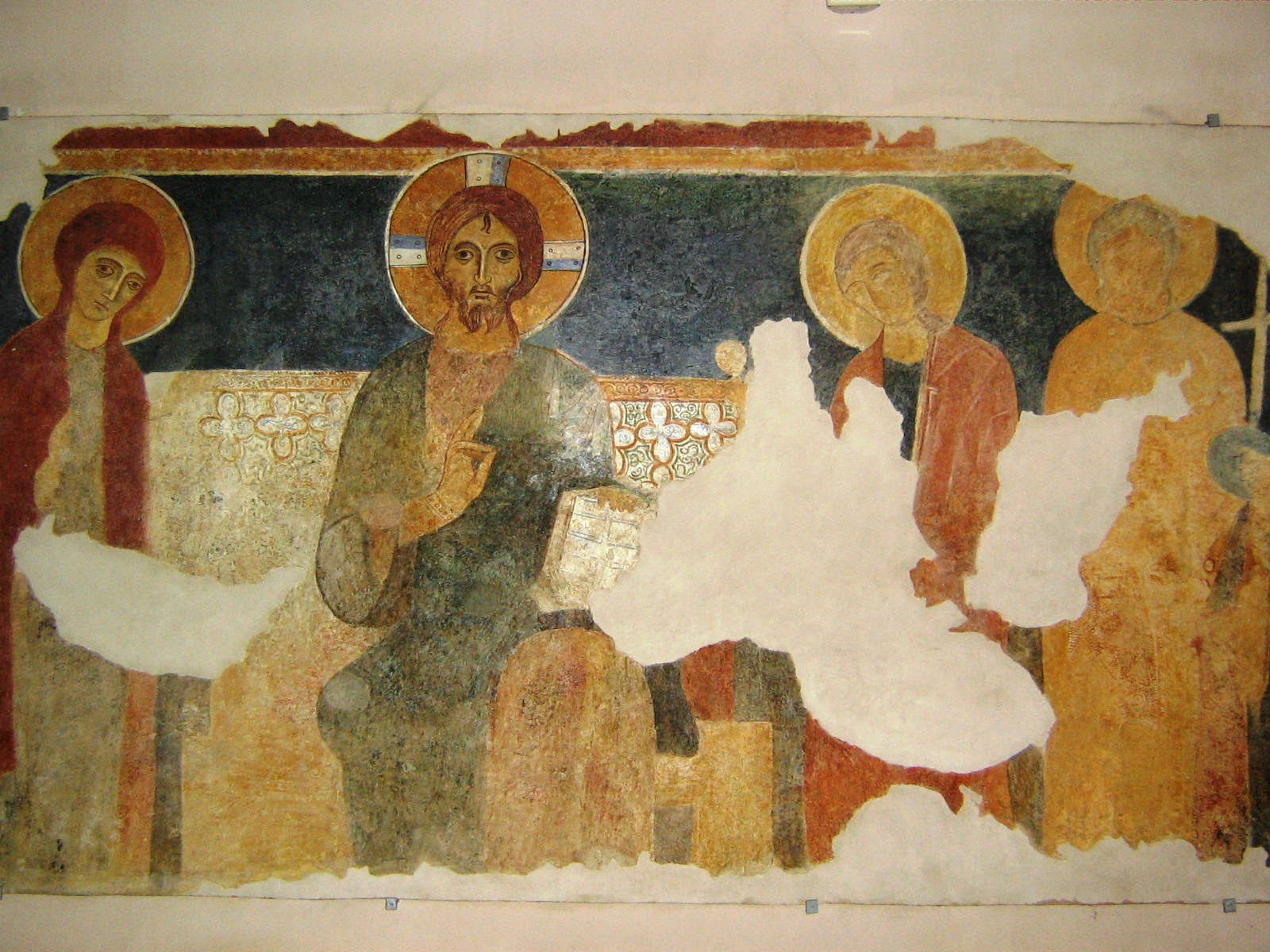
Affresco della Deesis
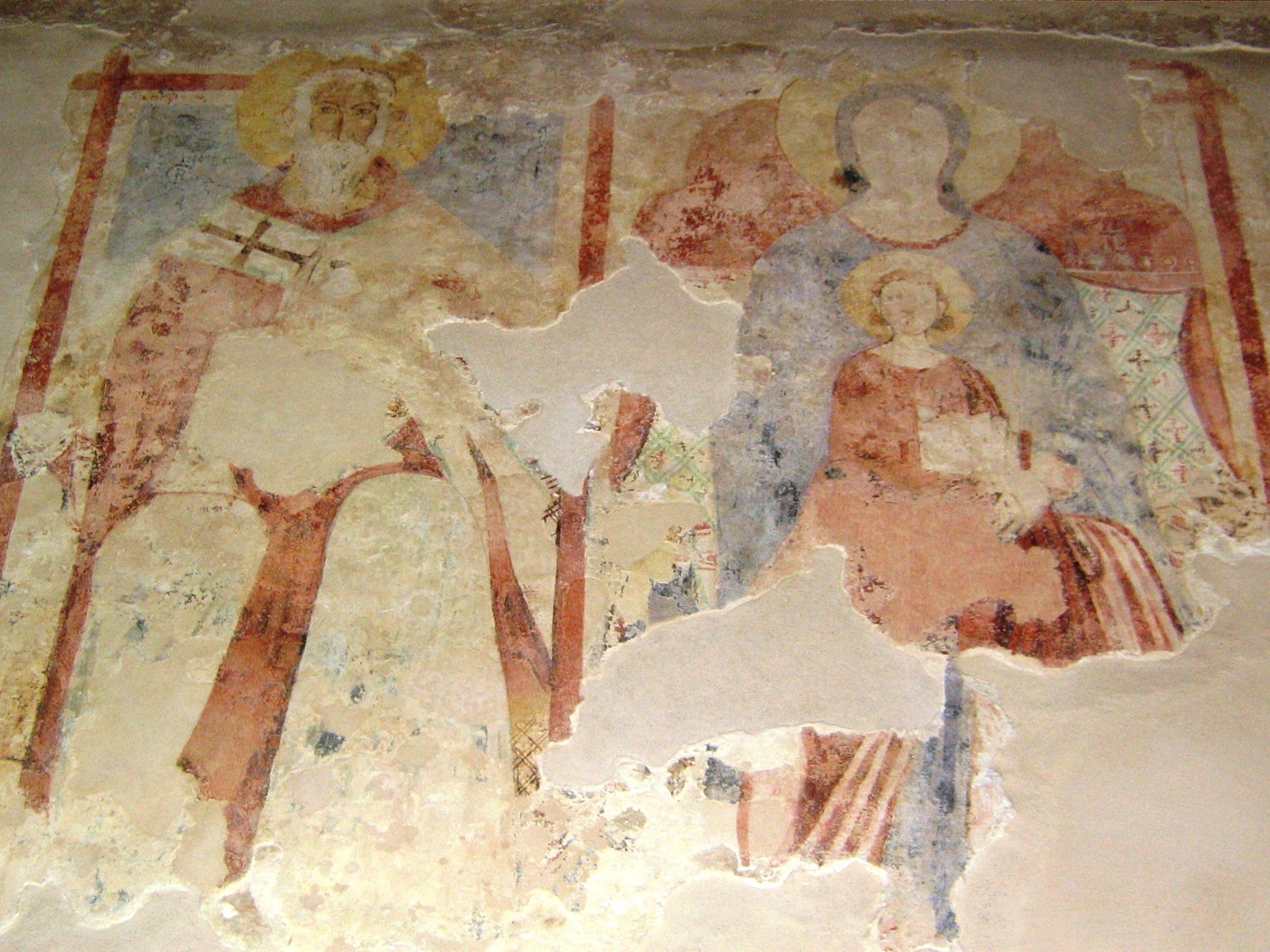
Affresco
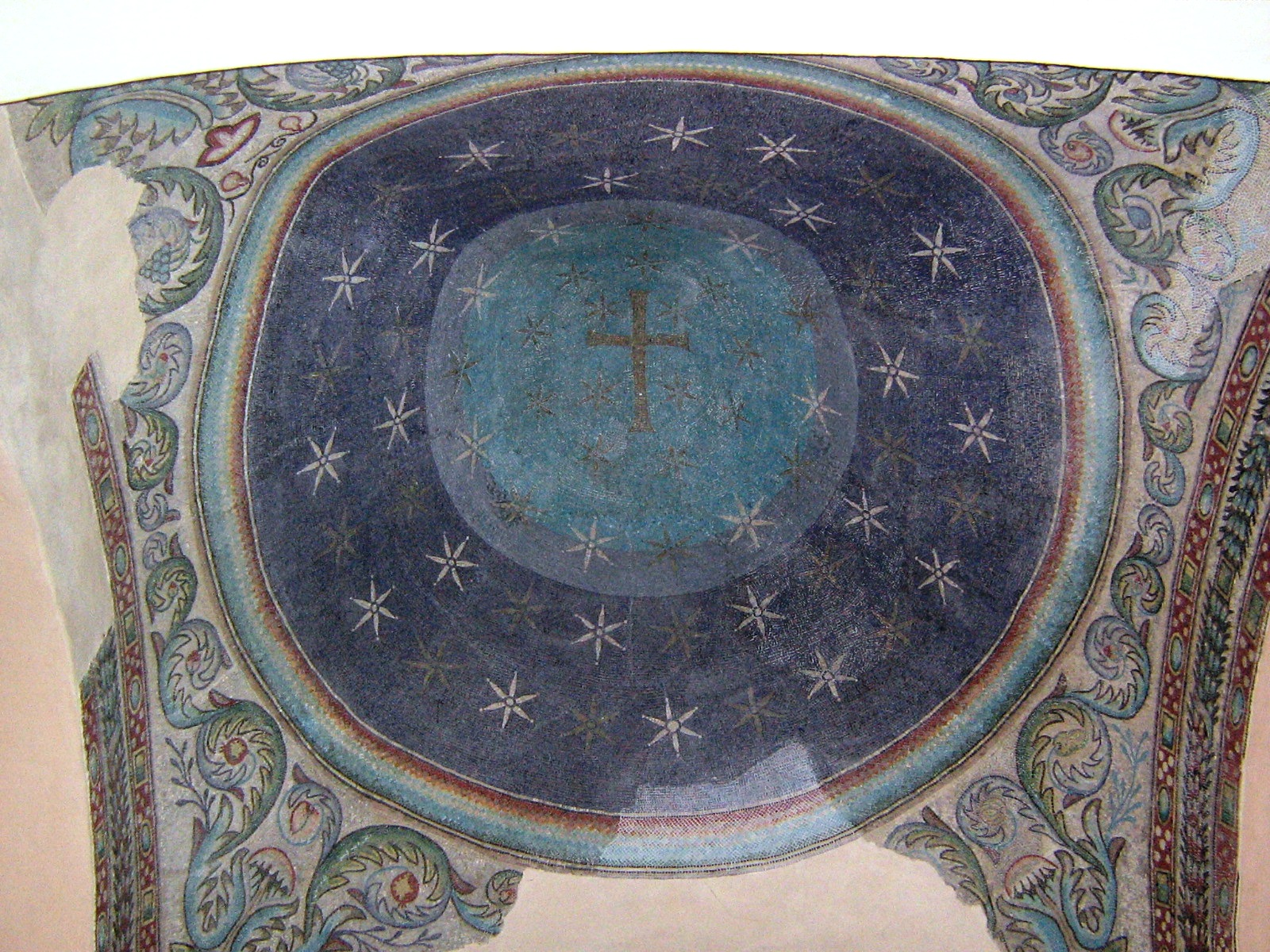
Mosaico